# Vira (Pyrénées-Orientales)
Vira település Franciaországban, Pyrénées-Orientales megyében. Lakosainak száma 28 fő (2022. január 1.). Vira Gincla, Montfort-sur-Boulzane, Fenouillet, Fosse, Le Vivier és Rabouillet községekkel határos.

## Földrajz

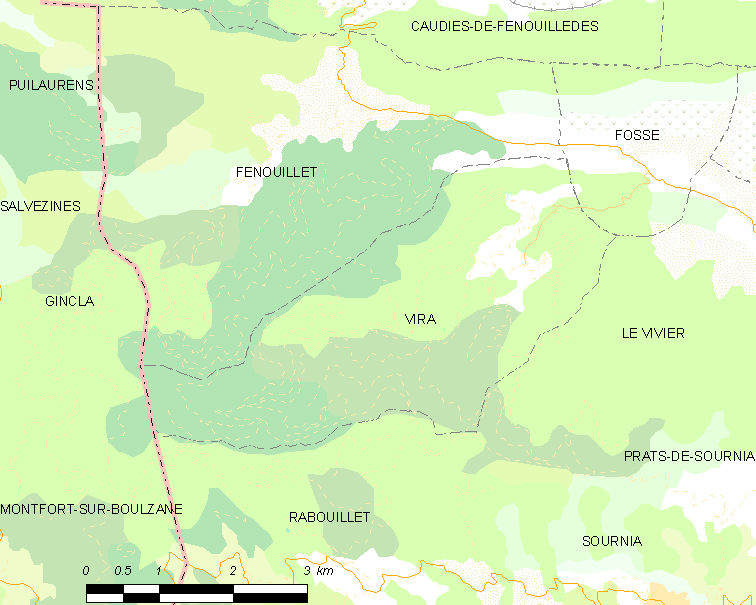
Vira térkép

## Népesség
A település népessége az elmúlt években az alábbi módon változott:
| Lakosok száma | 29   | 28   | 27   | 26   | 26   | 26   | 25   | 27   | 28   |
|               | 2013 | 2015 | 2016 | 2017 | 2018 | 2019 | 2020 | 2021 | 2022 |